# Ayaten
Ayaten (ⵉⵖⵢⴰⴹⴻⵏ), village situé dans la région de la Soummam et dans les hauteurs du massif akfadou. Il est relié administrativement à la commune de Souk Oufella, daira de Chemini, wilaya de Béjaïa en Algérie.
 (février 2024).
 (mai 2023).
La mise en forme du texte ne suit pas les recommandations de Wikipédia : il faut le « wikifier ».
Les points d'amélioration suivants sont les cas les plus fréquents. Le détail des points à revoir est peut-être précisé sur la page de discussion.
- Les titres sont pré-formatés par le logiciel. Ils ne sont ni en capitales, ni en gras.
- Le texte ne doit pas être écrit en capitales (les noms de famille non plus), ni en gras, ni en italique, ni en « petit »…
- Le gras n'est utilisé que pour surligner le titre de l'article dans l'introduction, une seule fois.
- L'italique est rarement utilisé : mots en langue étrangère, titres d'œuvres, noms de bateaux, etc.
- Les citations ne sont pas en italique mais en corps de texte normal. Elles sont entourées par des guillemets français : « et ».
- Les listes à puces sont à éviter, des paragraphes rédigés étant largement préférés. Les tableaux sont à réserver à la présentation de données structurées (résultats, etc.).
- Les appels de note de bas de page (petits chiffres en exposant, introduits par l'outil «  Source ») sont à placer entre la fin de phrase et le point final[comme ça].
- Les liens internes (vers d'autres articles de Wikipédia) sont à choisir avec parcimonie. Créez des liens vers des articles approfondissant le sujet. Les termes génériques sans rapport avec le sujet sont à éviter, ainsi que les répétitions de liens vers un même terme.
- Les liens externes sont à placer uniquement dans une section « Liens externes », à la fin de l'article. Ces liens sont à choisir avec parcimonie suivant les règles définies. Si un lien sert de source à l'article, son insertion dans le texte est à faire par les notes de bas de page.
- La présentation des références doit suivre les conventions bibliographiques. Il est recommandé d'utiliser les modèles {{Ouvrage}}, {{Chapitre}}, {{Article}}, {{Lien web}} et/ou {{Bibliographie}}. Le mode d'édition visuel peut mettre en forme automatiquement les références.
- Insérer une infobox (cadre d'informations à droite) n'est pas obligatoire pour parachever la mise en page.

Pour une aide détaillée, merci de consulter Aide:Wikification.
Si vous pensez que ces points ont été résolus, vous pouvez retirer ce bandeau et améliorer la mise en forme d'un autre article.

## Géographie

### Situation
Le village Ayaten est entre la vallée de la Soummam et le massif d'Akfadou, à environ 750 mètres d'altitude. Il est entouré de plusieurs villages, Tiliouacadi, Tihouna, Baju, Lotha, Boumellal, Ait soula, Tidjounene.
Le village est distant d'environ 13 km de la ville de Sidi Aïch (Algérie), 23km de la ville d'Akbou et 56 km de la ville de Béjaïa et de la côte méditerranéenne.

### Démographie
Le village compte une population d'environ 3 500 personnes (10 000 pour la commune de Souk Oufella).

## Culture et histoire

### Histoire
Selon la culture orale, le village aurait été créé à la fin du XVIIIe siècle à la suite de diverses migrations des villages et communes avoisinantes. Des accords entre la confédérations tribales de la rive gauche de la Soummam et les communes du nord du Djurdjura auraient permis l'installation de ces peuples voisins. La famine et la recherche de sédentarisation auraient favorisé le déplacement de ces populations.
Recueil des actes administratifs de la Délégation générale du Gouvernement en Algérie [archive], sur gallica.fr [archive] 1959-05-15.

### Cultures tribales
Le village Ayaten appartient à la tribu des Aït Waghlis une tribu située dans les régions montagneuses du nord de l'Algérie. Établie sur la rive gauche de la Soummam et le versant sud du Mont Akfadou, ils occupent le territoire constitué approximativement de la commune de Sidi Aïch et des communes avoisinantes.
L'Oued-Sahel : journal politique, littéraire, commercial et agricole 1887-1930 [archive], sur gallica.fr [archive] 1896-10-29.

### Linguistique
Les habitants d'Ayaten utilisent la phonétique explosive comme les tribus de la confédération des Igawawen du nord du Djurdjura, (tappurt, heki, axxam, axxam-aki) contrairement aux autres confédérations de la Soummam qui utilisent la forme inclusive (tawwurt, heyyi, axxam-ayi).

## Commodités

### Transport
Le village d'Ayaten dispose d'une station de mini-bus, sur la ligne privée " Sidi aich → Chemini ", prix du ticket 25 dinars algériens (2017).
Différentes lignes sont disponibles au terminus " Sidi Aich " pour faire la correspondance. Elles permettent l'accessibilité aux villes avoisinantes :
- Béjaia - El Kseur
- Akbou - Tizi ouzou
- Bouira - Alger

Certaines lignes directes font l'itinéraire Chemini → Béjaia. La fréquence de passage peut être moins importante.
- Horaire 2018.

### Complexe sportif
Le village Ayaten dispose d'un complexe sportif et d'une association sportive de football " L'équipe d'Ayaten ". Elle évolue dans les championnats intercommunale et inter-village.
L'Ayaten stadium récemment rénové (2015) est équipé d'une pelouse synthétique.